# ۴۰ بره
۴۰ بره یک ستاره است که در صورت فلکی برج حمل قرار دارد.